# 1089 (numero)
Milleottantanove (1089) è il numero naturale dopo il 1088 e prima del 1090.

## Proprietà matematiche
- È un numero dispari.
- È un numero composto da 9 divisori: 1, 3, 9, 11, 33, 99, 121, 363, 1089. Poiché la somma dei suoi divisori (escluso il numero stesso) è 640 < 1089, è un numero difettivo.
- È un quadrato perfetto.
- È un numero potente.
- È un numero ottagonale centrato.
- È un numero ennagonale.
- È un numero rifattorizzabile in quanto divisibile per il numero dei propri divisori.
- È un numero di Proth.
- È un numero nontotiente in quanto dispari e diverso da 1.
- È un numero odioso.
- È parte delle terne pitagoriche (220, 1089, 1111), (1089, 1452, 1815), (1089, 1848, 2145), (1089, 4840, 4961), (1089, 5940, 6039), (1089, 7280, 7361), (1089, 17952, 17985), (1089, 21948, 21975), (1089, 53900, 53911), (1089, 65880, 65889), (1089, 197652, 197655), (1089, 592960, 592961).

## Astronomia
- 1089 Tama è un asteroide della fascia principale del sistema solare.
- NGC 1089 è una galassia nella costellazione dell'Eridano.

## Astronautica
- Cosmos 1089 è un satellite artificiale russo.